# Ben Unwin
Ben Unwin (Sydney, 1977. augusztus 15. – 2019. augusztus 14.) ausztrál színész.
Az Otthonunk (Home and Away) szappanoperában Jesse McGregor megformálója volt 1996 és 2000, majd 2002 és 2005 között.

## Filmjei
- Eggshells (1991, tv-sorozat, egy epizódban)
- G.P. (1993, tv-sorozat, egy epizódban)
- Otthonunk (Home and Away) (1993–2005, tv-sorozat, 340 epizódban)